# Antonio de la Rosa
Antonio de la Rosa Vázquez (6 de diciembre de 1917-Barcelona, 27 de abril de 2004), abogado del Estado, exsecretario del Consorcio de la Zona Franca y antiguo capitán franquista de la Legión.
Padre del empresario Javier de la Rosa.

## Expolio del Consorcio de la Zona Franca
Con la llegada de la democracia española, se destapó el caso de corrupción más importante del postfranquismo en Cataluña. Antonio de la Rosa, secretario general del Consorcio de la Zona Franca de Barcelona, había orquestado un desfalco mayúsculo con la compra y venta de terrenos inexistentes. En el juicio se demostró que la apropiación de dinero del erario rondaba los 1230 millones de pesetas.
Antonio, junto a José Luis Bruna de Quixano —el delegado del Gobierno en el Consorcio— habían desplegado una operación que duró de 1975 a 1979. El dinero estafado sirvió para comprar coches de lujo a señoritas de compañía, un barco recreativo, una discoteca, diversas fincas y también para hacer algunas inversiones.
El asunto fue destapado por Narcís Serra cuando se convirtió en el primer alcalde democrático de la ciudad de Barcelona. Bruna fue a prisión, mientras que De la Rosa se fugó a América del Sur. 
En 1995, su hijo Javier, aseguró que su padre había muerto de infarto en París.
En 1997, la Audiencia Provincial de Barcelona archivó las actuaciones por el presunto fraude, tras haber transcurrido quince años desde la fecha en la que se produjeron los hechos y, por tanto, haber prescrito los delitos imputados. Semanas después, se supo que Antonio de la Rosa había regresado a Barcelona, donde falleció en 2004.